# Kilimangiaro (programma televisivo)
Kilimangiaro è un programma televisivo italiano.

## Il programma
Il programma presenta documentari di viaggio girati in tutte le parti del mondo. Durante il programma intervengono anche personaggi dello spettacolo o del mondo della cultura e spesso vengono presentate anche coreografie e rappresentazioni teatrali e circensi di compagnie provenienti da tutto il mondo.
Il programma viene trasmesso in diretta dallo studio TV3 del Centro di produzione Rai di Milano.

## Storia
Il programma nasce nel 1999 con il nome Alle falde del Kilimangiaro ed è presentato da Licia Colò, che condurrà il programma ininterrottamente fino a tutta la stagione 2013-2014. Nell'edizione 2011-2012 è presente in studio Valentino Spadoni con le sue vignette. Dal 13 ottobre 2013, con l'inizio della quattordicesima edizione, il programma cambia il titolo ed anche lo studio da cui è trasmesso.
A partire dalla stagione 2014-2015 la conduzione viene affidata a Camila Raznovich talvolta in solitaria, altre volte in tandem con altri (nella stagione 2014-2015 Dario Vergassola, nel 2018-2019 la documentarista Gloria Aura Bortolini).
Fino al 2012 e dal 2013 al 2014 la trasmissione era realizzata presso il Centro di produzione Rai di Napoli. Dall'8 marzo 2020 Camila Raznovich conduce la trasmissione dal Centro di produzione Rai di Milano a causa dell'emergenza Coronavirus. L'8 novembre ed il 15 novembre 2020 il programma va in onda in versione ridotta con la sola presenza in studio degli ospiti mentre la conduttrice Camila Raznovich è in collegamento video.

## Edizioni
| Edizione | Anno      | Titolo                                  | Inizio            | Fine           | Puntate | Conduzione       |
| -------- | --------- | --------------------------------------- | ----------------- | -------------- | ------- | ---------------- |
| 1ª       | 1999      | Alle falde del Kilimangiaro             | 28 marzo 1999     | 9 maggio 1999  | 7       | Licia Colò       |
| 2ª       | 2000      | Alle falde del Kilimangiaro             | 19 marzo 2000     | 14 maggio 2000 | 9       | Licia Colò       |
| 3ª       | 2000-2001 | Alle falde del Kilimangiaro             | 22 ottobre 2000   | 13 maggio 2001 |         | Licia Colò       |
| 4ª       | 2001-2002 | Alle falde del Kilimangiaro             | 21 ottobre 2001   | 5 maggio 2002  |         | Licia Colò       |
| 5ª       | 2002-2003 | Alle falde del Kilimangiaro             | 20 ottobre 2002   | 4 maggio 2003  |         | Licia Colò       |
| 6ª       | 2003-2004 | Alle falde del Kilimangiaro             |                   |                |         | Licia Colò       |
| 7ª       | 2004-2005 | Alle falde del Kilimangiaro             |                   |                |         | Licia Colò       |
| 8ª       | 2005-2006 | Alle falde del Kilimangiaro             |                   |                |         | Licia Colò       |
| 9ª       | 2006-2007 | Alle falde del Kilimangiaro             |                   |                |         | Licia Colò       |
| 10ª      | 2007-2008 | Alle falde del Kilimangiaro             |                   |                |         | Licia Colò       |
| 11ª      | 2008-2009 | Alle falde del Kilimangiaro             |                   |                |         | Licia Colò       |
| 12ª      | 2009-2010 | Alle falde del Kilimangiaro             |                   |                |         | Licia Colò       |
| 13ª      | 2010-2011 | Alle falde del Kilimangiaro             |                   |                |         | Licia Colò       |
| 14ª      | 2011-2012 | Alle falde del Kilimangiaro             | 2 ottobre 2011    | 1º aprile 2012 | 26      | Licia Colò       |
| 15ª      | 2012-2013 | Alle falde del Kilimangiaro             | 14 ottobre 2012   | 7 aprile 2013  | 26      | Licia Colò       |
| 16ª      | 2013-2014 | Kilimangiaro - Come è piccolo il mondo  | 13 ottobre 2013   | 6 aprile 2014  | 26      | Licia Colò       |
| 17ª      | 2014-2015 | Kilimangiaro - Ci divertiremo un mondo  | 12 ottobre 2014   | 29 marzo 2015  | 25      | Camila Raznovich |
| 18ª      | 2015-2016 | Kilimangiaro - Tutto un altro mondo     | 11 ottobre 2015   | 20 marzo 2016  | 24      | Camila Raznovich |
| 19ª      | 2016-2017 | Kilimangiaro - Tutte le facce del mondo | 2 ottobre 2016    | 16 aprile 2017 | 27      | Camila Raznovich |
| 20ª      | 2017-2018 | Kilimangiaro - Tutte le facce del mondo | 8 ottobre 2017    | 22 aprile 2018 | 27      | Camila Raznovich |
| 21ª      | 2018-2019 | Kilimangiaro - Tutte le facce del mondo | 14 ottobre 2018   | 28 aprile 2019 | 29      | Camila Raznovich |
| 22ª      | 2019-2020 | Kilimangiaro - Tutte le facce del mondo | 20 ottobre 2019   | 17 maggio 2020 | 29      | Camila Raznovich |
| 23ª      | 2020-2021 | Kilimangiaro - Tutte le facce del mondo | 18 ottobre 2020   | 25 aprile 2021 | 28      | Camila Raznovich |
| 24ª      | 2021-2022 | Kilimangiaro - Tutte le facce del mondo | 17 ottobre 2021   | 24 aprile 2022 | 28      | Camila Raznovich |
| 25ª      | 2022-2023 | Kilimangiaro - Tutte le facce del mondo | 2 ottobre 2022    | 23 aprile 2023 | 30      | Camila Raznovich |
| 26ª      | 2023-2024 | Kilimangiaro - Tutte le facce del mondo | 24 settembre 2023 | 26 maggio 2024 | 36      | Camila Raznovich |
| 27ª      | 2024-2025 | Kilimangiaro - Tutte le facce del mondo | 22 settembre 2024 | 25 maggio 2025 | 36      | Camila Raznovich |

## Spin-off

### I viaggi di Licia Colò
È il titolo dello spin-off estivo, in onda la domenica in prima serata: Licia Colò, assieme al suo ospite, visitavano una città o un luogo del mondo.

### Kilimangiaro - Sere d'estate
Nell'estate 2013 è andato in onda per 8 puntate lo spin-off in cui sono stati mostrati i viaggi ed i luoghi del cuore di tre personaggi famosi ospiti, i quali sono stati sottoposti anche ad un gioco-test realizzato da uno psicologo al quale potevano partecipare anche i telespettatori da casa.

### Kilimangiaro - Il borgo dei borghi
Va in onda dal 2014: Camila Raznovich porta i telespettatori alla scoperta dei borghi più belli d'Italia

### Kilimangiaro - Summer Nights
Dal 5 luglio 2015 è andato in onda lo spin-off  per tutta l'estate fino a settembre dello stesso anno.

### Kilimangiaro - Ogni cosa è illuminata
Dal 10 giugno 2018 è andato in onda lo spin-off, il cui titolo fa riferimento all'omonimo romanzo del 2002 dello scrittore statunitense Jonathan Safran Foer, riproposto nel giugno 2019 con la seconda edizione e nel giugno 2020 con la terza edizione.

### Kilimangiaro estate
Dal 13 giugno 2021 al 12 agosto 2024 è andato in onda lo spin-off estivo.
| Edizione | Periodo        | Periodo        | Conduttori       | Puntate |
| Edizione | Inizio         | Fine           | Conduttori       | Puntate |
| -------- | -------------- | -------------- | ---------------- | ------- |
| 1        | 13 giugno 2021 | 29 agosto 2021 | Camila Raznovich | 10      |
| 2        | 19 giugno 2022 | 21 agosto 2022 | Camila Raznovich | 10      |
| 3        | 8 luglio 2024  | 12 agosto 2024 | Camila Raznovich | 6       |

### Kilimangiaro - Il viaggio che verrà
Dal 4 giugno al 9 luglio 2023 è andato in onda lo spin-off estivo, in onda dal Centro di Produzione Tv Rai di Milano, di via Mecenate.

### Kilimangiaro - On the Road
Dalla stagione 2023-2024 le prime quattro puntate hanno come titolo Kilimangiaro On the Road.
Dal 24 giugno 2025 diventa uno spin-off estivo in onda in prima serata.

### Kilimangiaro Collection
Storie, viaggi, cartoline e luoghi da ripercorrere ed esplorare con la versione "Collection" del Kilimangiaro.

## Cast
- 2018-2019: Mario Tozzi, Giuseppe Antonelli
- 2020-2021: Mario Tozzi